# Lindesnäs, Vansbro kommun

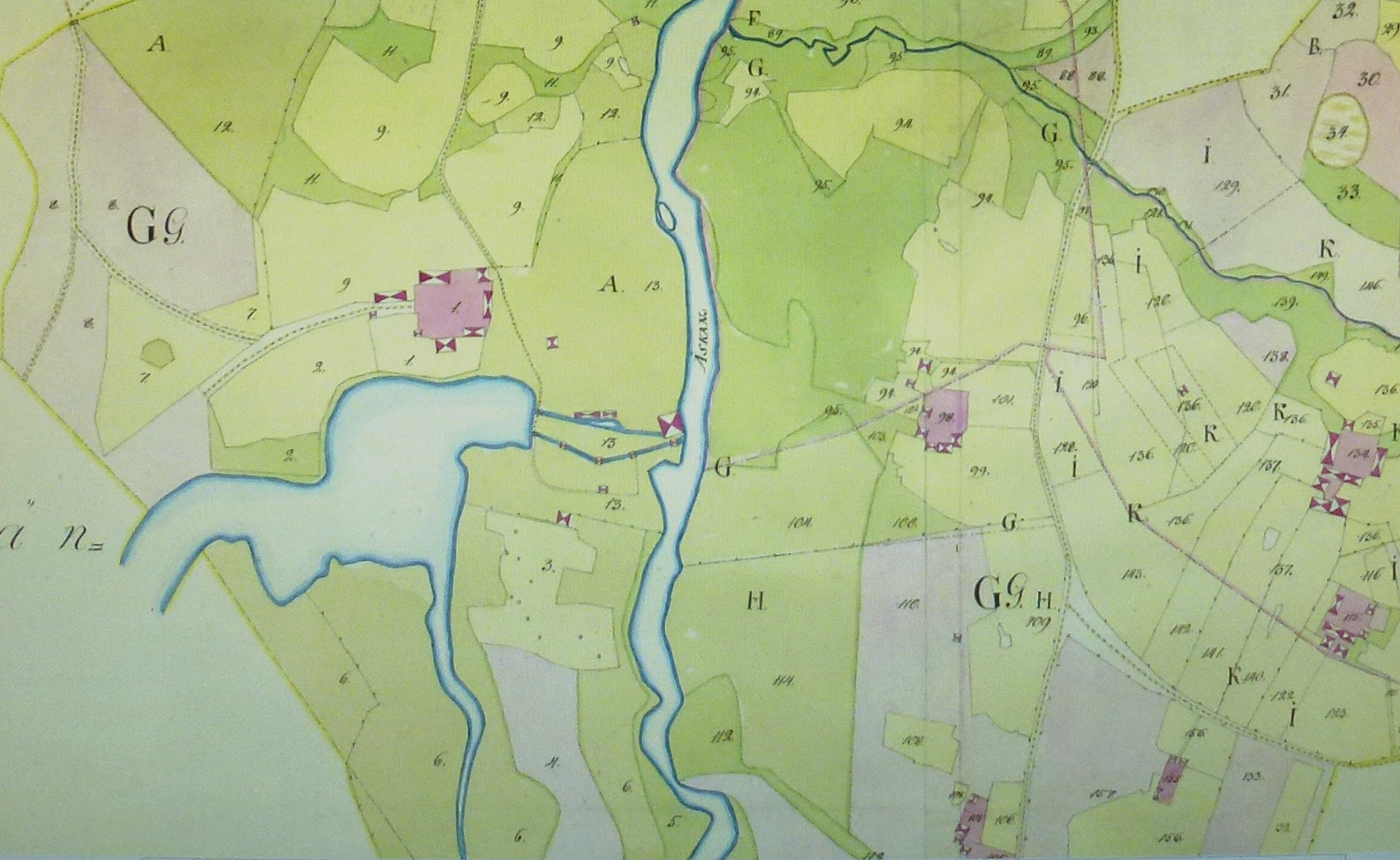
Lindesnäs 1803.

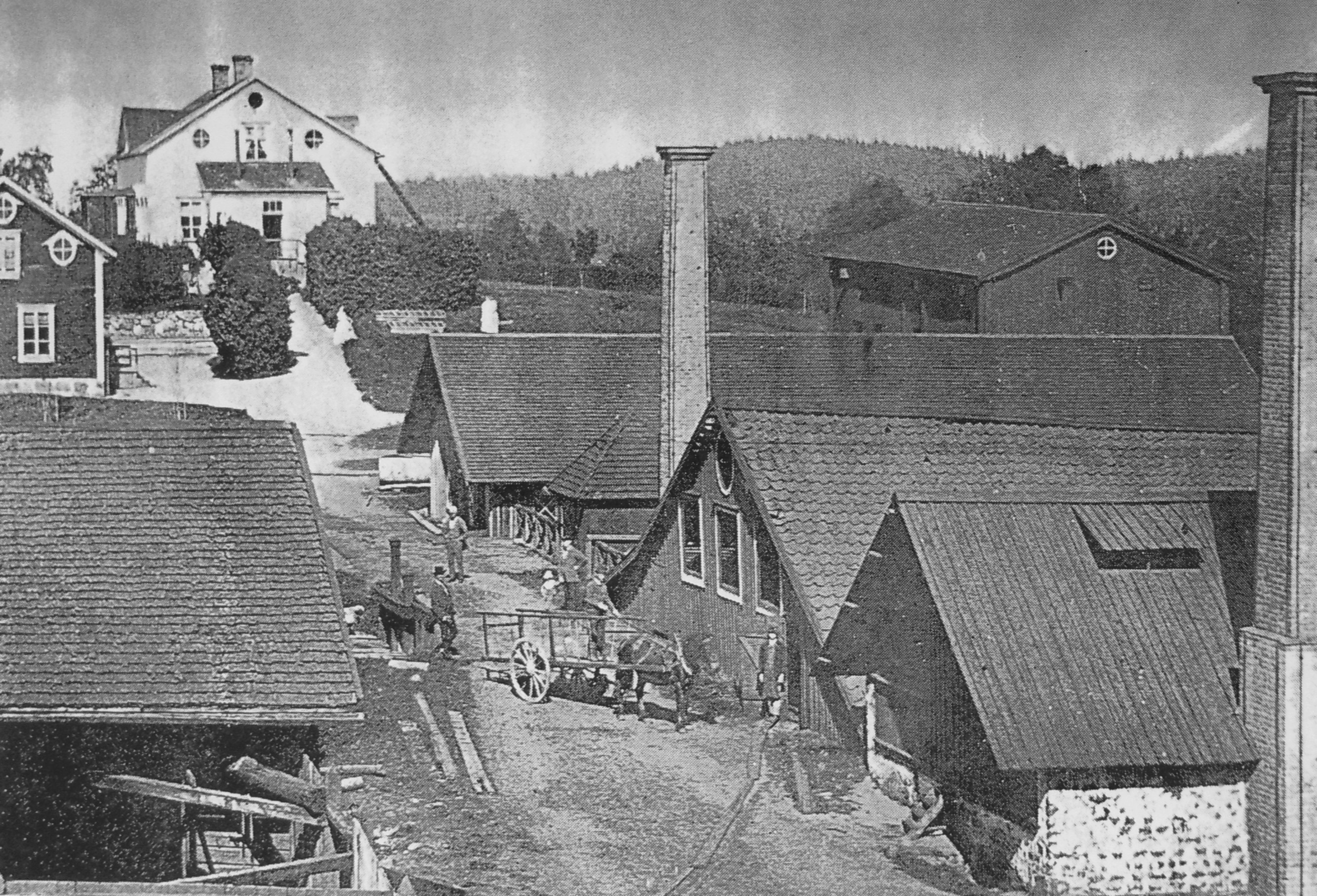
Lindesnäs bruk på 1880-talet.

Lindesnäs är en by och före detta bruksort i Nås socken i nuvarande Vansbro kommun i Dalarna, belägen efter vägen mellan Nås och Fredriksberg. Orten är känd för sin historiska järnhantering på Lindesnäs bruk som var i drift från 1793 till 1895.

## Historik
I Lindesnäs, tidigare kallat Sunnanbäck, hade en spiksmedja anlagts av bruksinspektor Ekman år 1793. Här tillverkades liar, hästskor, söm och spik. Ån Äskan dämdes upp för att ge jämn kraftförsörjning och bruket växte. Härur utvecklade sig till 1800-talets mitt ett av landets tio största järnbruk, Lindesnäs Bruk.
Mellan 1854 och 1855 installerades två Lancashirehärdar i stångjärnssmedjan. Efter 1800-talets mitt fanns det planer att koncentrera hela Bergslagets järnhanering hit. I Lindesnäs förädlades tackjärn från bland annat Lövsjö bruk. Brukets produkter transporterades via Lövsjön till Grangärde. För att förbättra transportvägarna planerades på 1860-talet en järnvägsförbindelse till närbelägna Lövsjö bruk. Arbetena med sträckan påbörjades men fullföljdes aldrig. Troligen var den dåliga infrastrukturen en av de främsta anledningar att planerade utbyggnader under 1860- och 1870-talen inte genomfördes.
Under cirka 100 år bedrevs här järnbruk i olika former, innan det hela flyttades till Storhyttan i Stora Tuna, vilket sedermera blev Domnarvets Jernverk i Borlänge. Verksamheten på bruket i Lindesnäs upphörde helt 1895.
Under Lindesnäs Bruks glansdagar bodde drygt 3 300 invånare i Nås socken och därav cirka 500 personer i Lindesnäs. Bruket krävde träkol, varför kolning blev en viktig syssla för många. Ur detta utvecklade sig skogsbruket, som sysselsatte åtskilliga skogsarbetare ända fram till 1980-talet.

## Kända personer
- Byggmästaren och uppfinnaren Abraham Forsgren

## Bruksområdet idag
Från brukstiden återstår idag damm, ruiner av smedjor, gjuteri, kvarn samt grund till såg. Lindesnäs herrgård är bevarad i sin helhet, idag restaurang. Den mäter 25x11 meter och är uppförd i trä i 1½ våningar. Fasaderna är brädklädda med liggande, gulfärgad panel och smyckade med frontespis och fönsteröverstycken i tandsnitt. Kvar finns även till herrgården hörande ekonomibyggnader, varav en av dem innehåller bruksmuseet. Området är ett fornminne med RAÄ-nummer Nås 8:1. Från dammen i Äskan går en vattentub till närbelägna Lindesnäs kraftstation (invigd 1920).

## Bilder

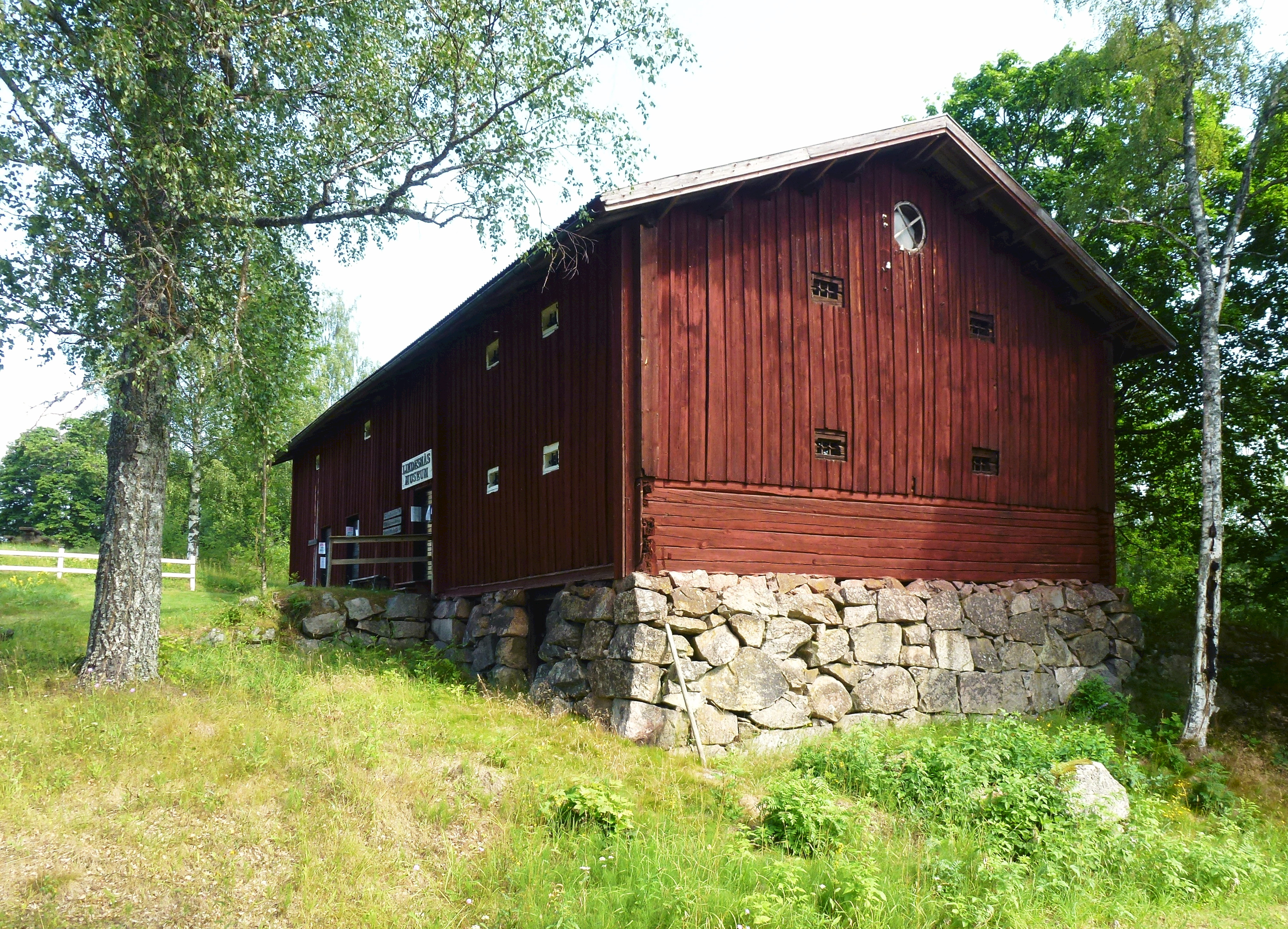
Bruksmuseet
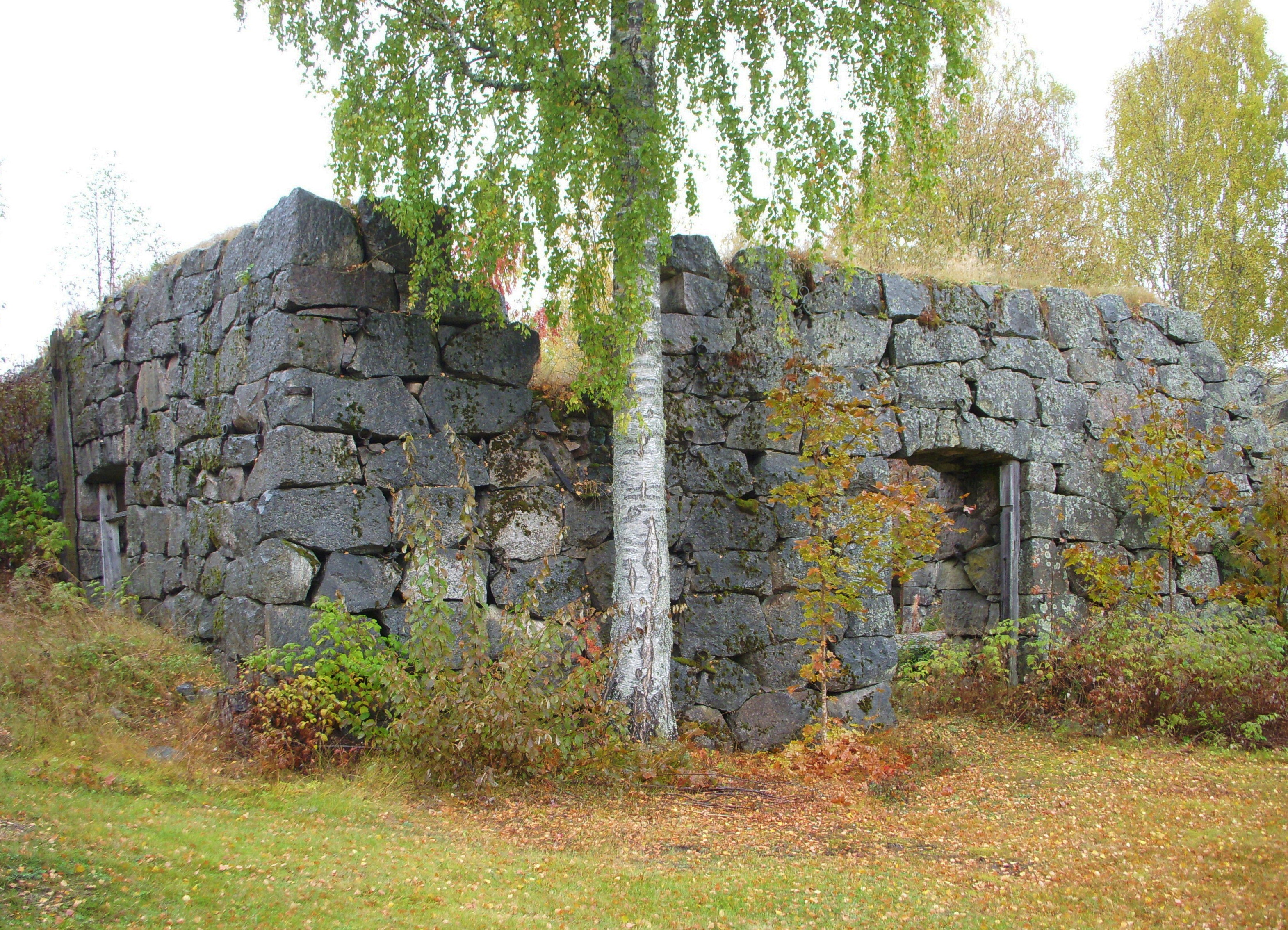
Slaggstensruiner
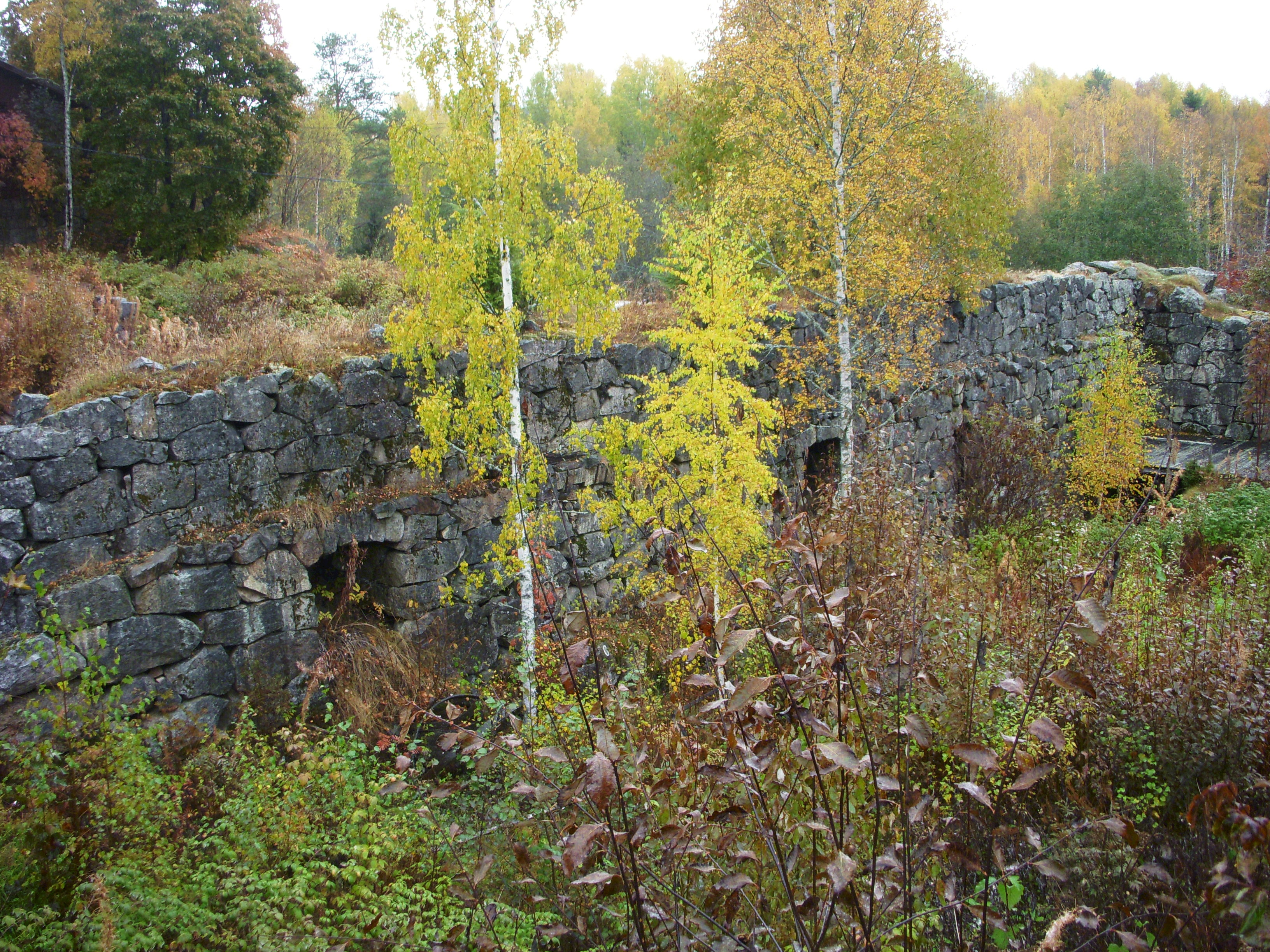
Slaggstensruiner
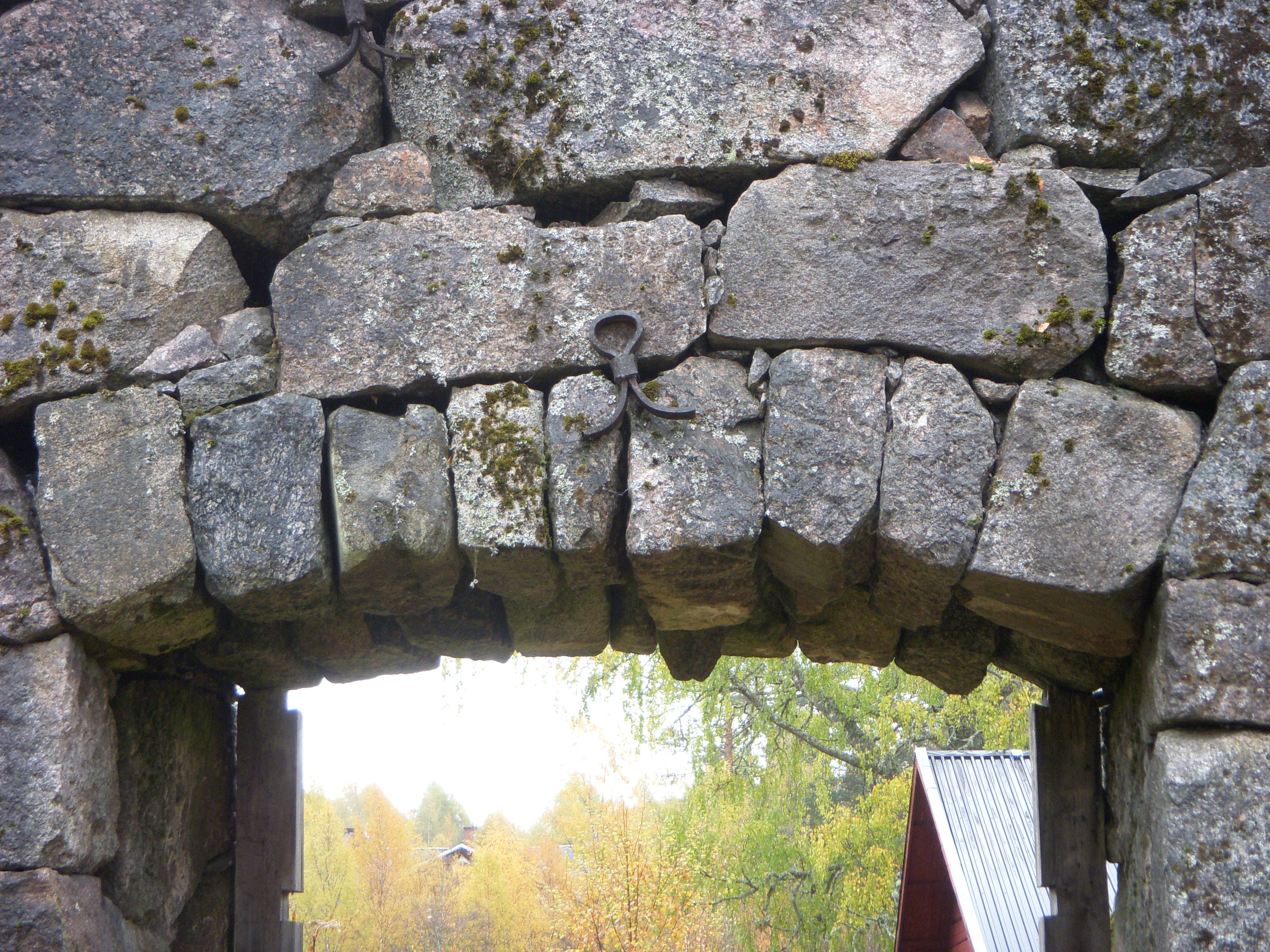
Slaggstensruiner
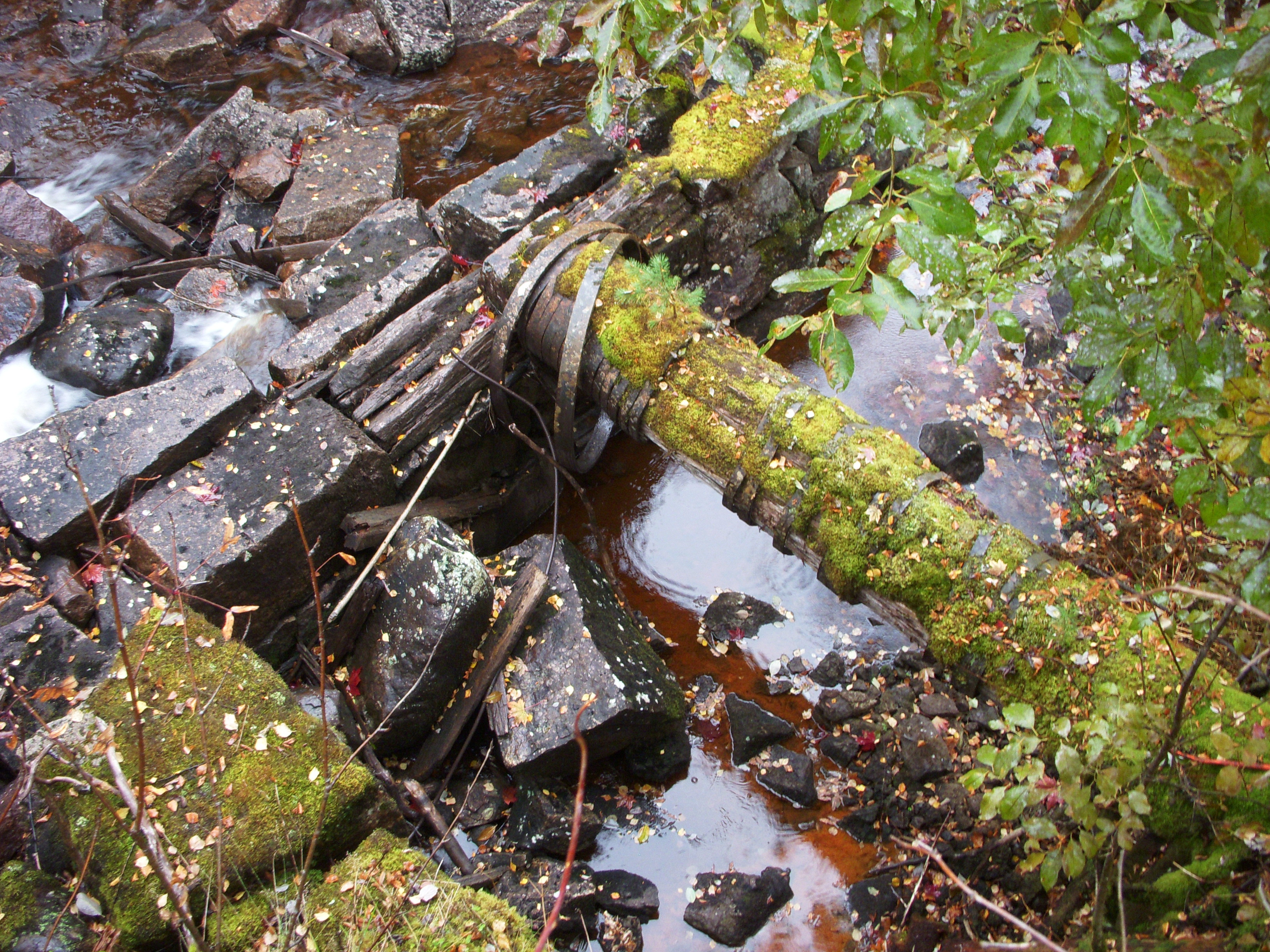
Rester av kvarnen
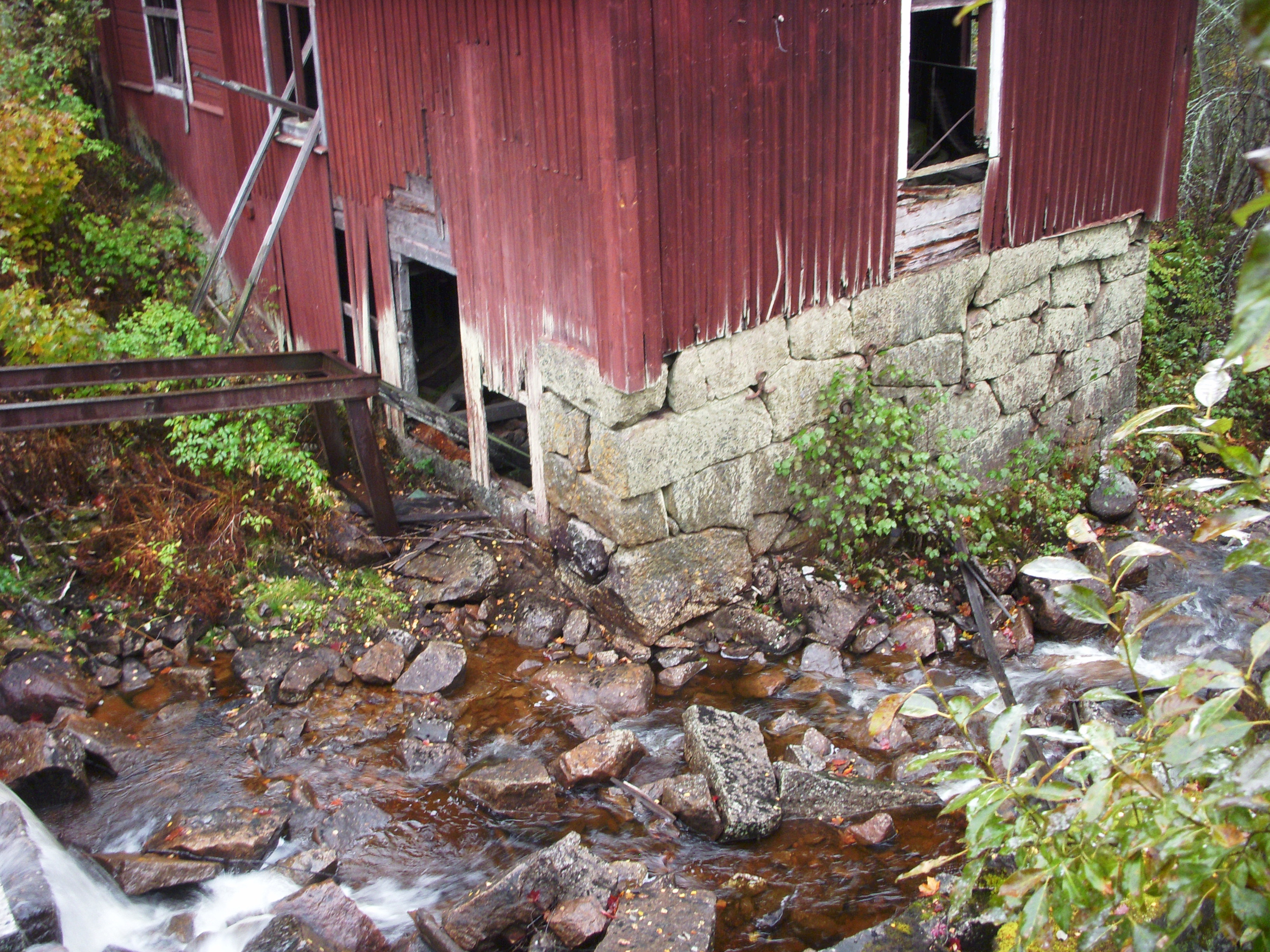
Rester av kvarnen
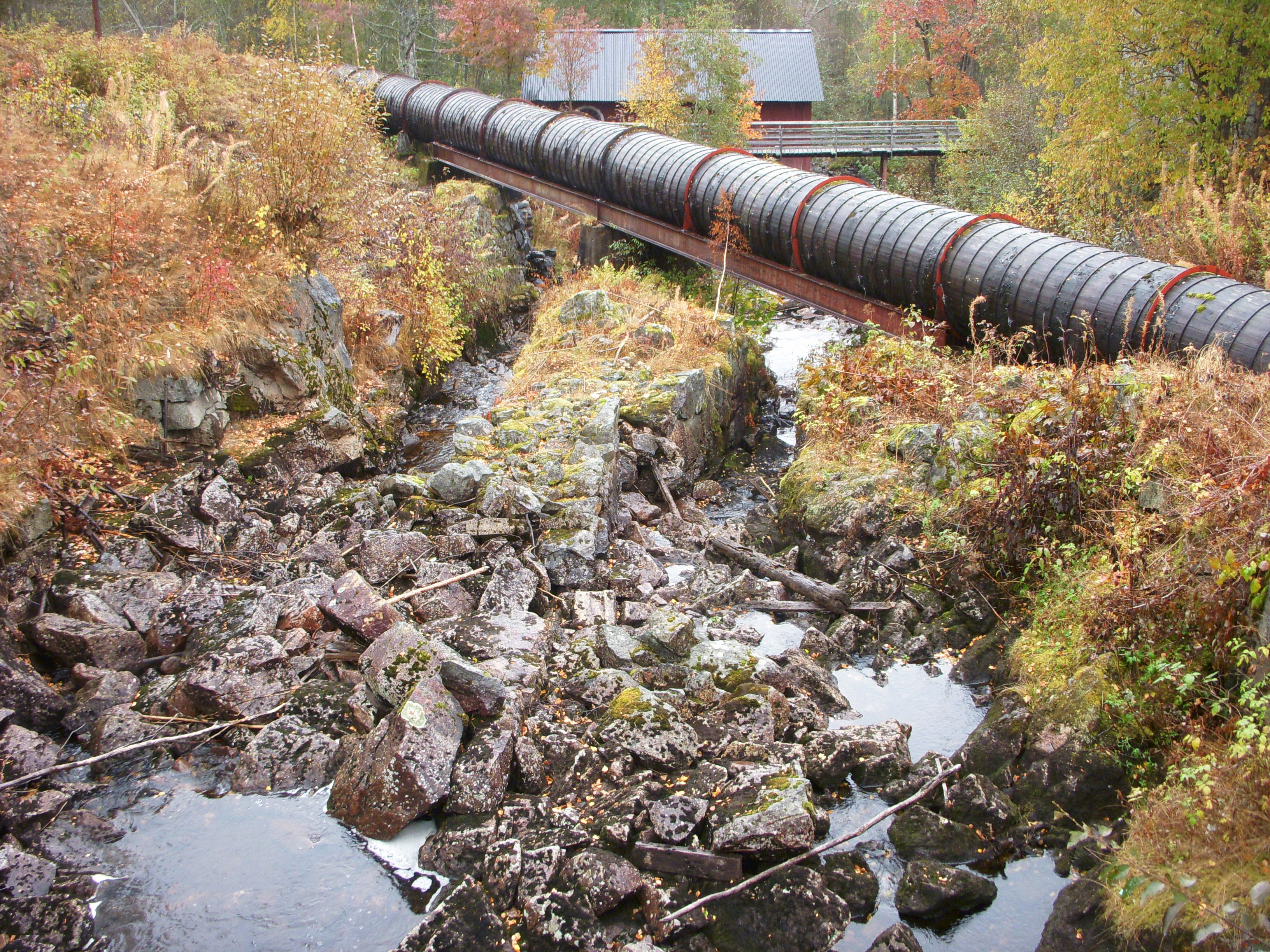
Vattentub till kraftverket
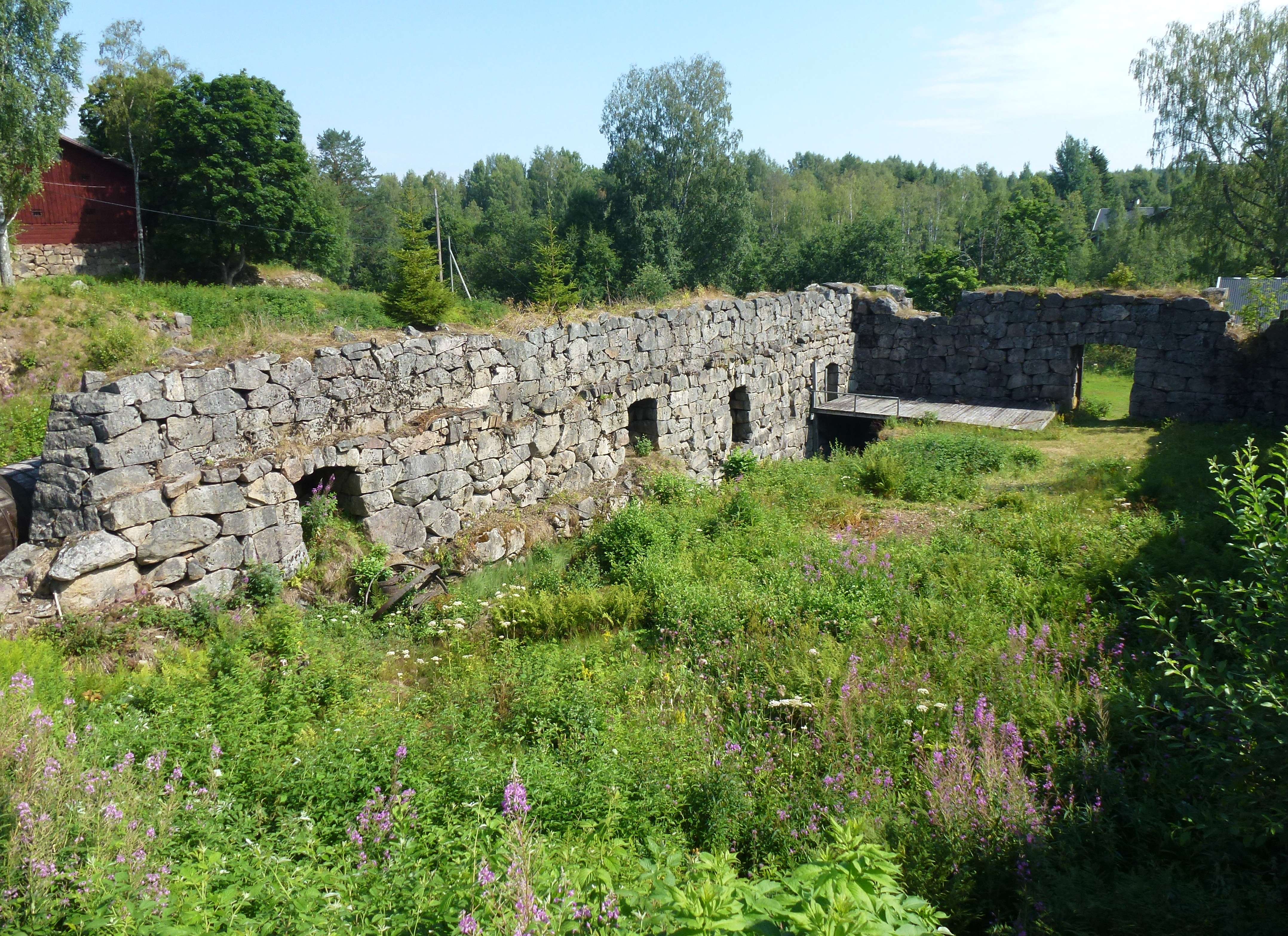
Slaggstensruiner